# Grand Fénétra

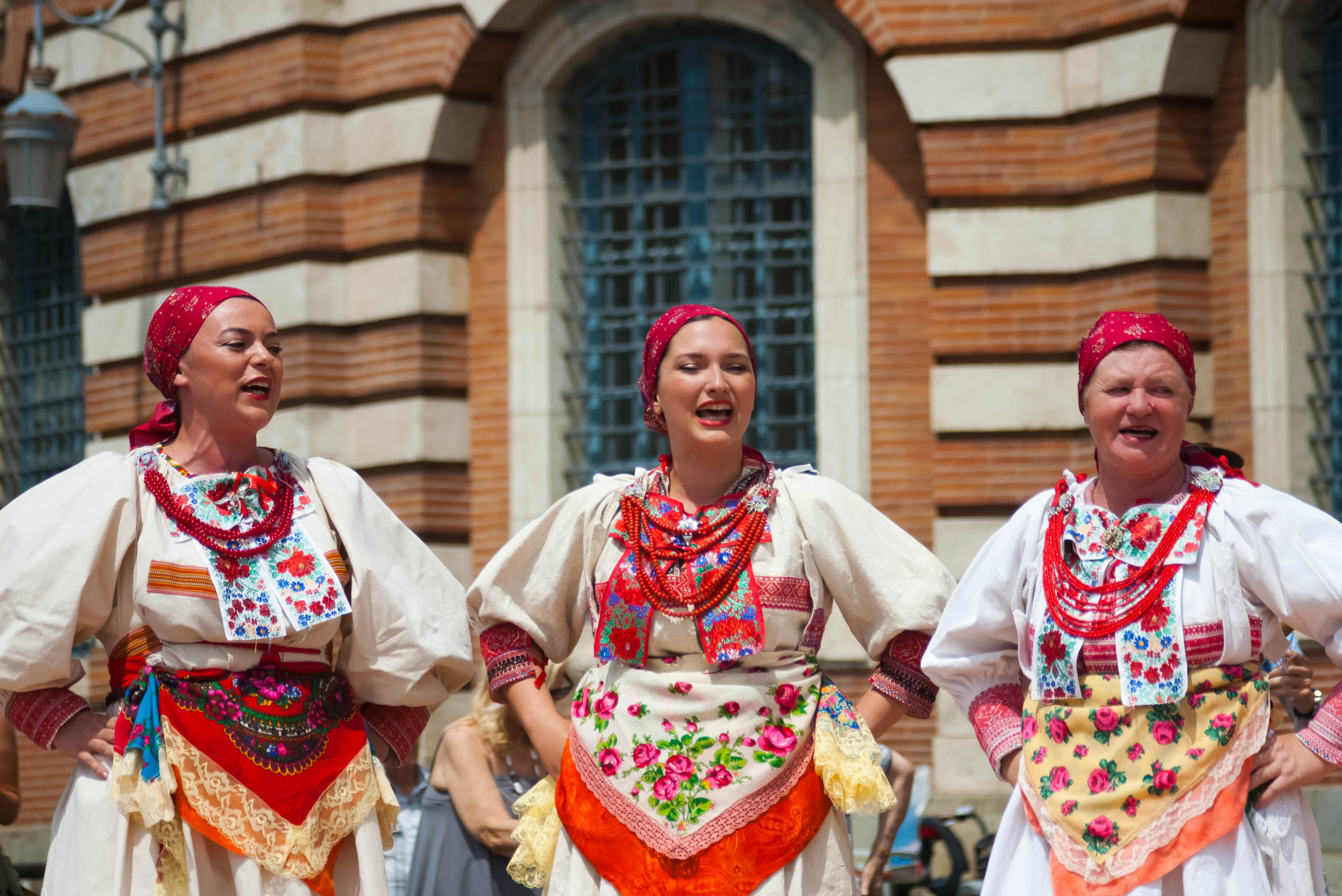
Danseuses croates lors du Grand Fénétra de Toulouse en 2014.

Le Grand Fénétra, anciennement appelé Fénétra, Férétra, ou encore Félétra, est une manifestation festive folklorique qui se déroule chaque été pendant plusieurs jours dans les rues et jardins de Toulouse. Elle est issue de l'évolution au cours des siècles de la fête des morts observée par les Romains dans l'antiquité. 

## Étymologie
Celle-ci reste incertaine, plusieurs hypothèses ont été formulées par les historiens et les latinistes. La seule constante est le rapport avec les morts via le mot latin feretrum (brancard mortuaire), et le lien avec le quartier toulousain du même nom (actuelle rue du Férétra).
L'hypothèse la plus courante est une évolution au cours des siècles depuis le nom de Feretralia, fêtes gallo-romaines dont le nom viendrait du latin feretra, pluriel de feretrum, le brancard sur lequel on transportait les morts mais aussi les images des dieux et les offrandes, auquel aurait été ajouté le suffixe -lia propre aux célébrations religieuses romaines.
Une autre hypothèse voit une dérivation depuis Jupiter Feretrius, dieu de la victoire auquel un temple était consacré sur l'emplacement actuel de la chapelle Saint-Roch-du-Férétra. L'épiclèse feretrius dérive là encore de feretrum, brancard sur lesquels on brandissait les dépouilles des ennemis vaincus.
Enfin une troisième hypothèse passerait par le latin médiéval feretrale (mot restitué et non attesté), qui voudrait dire cortège funèbre.

## Histoire

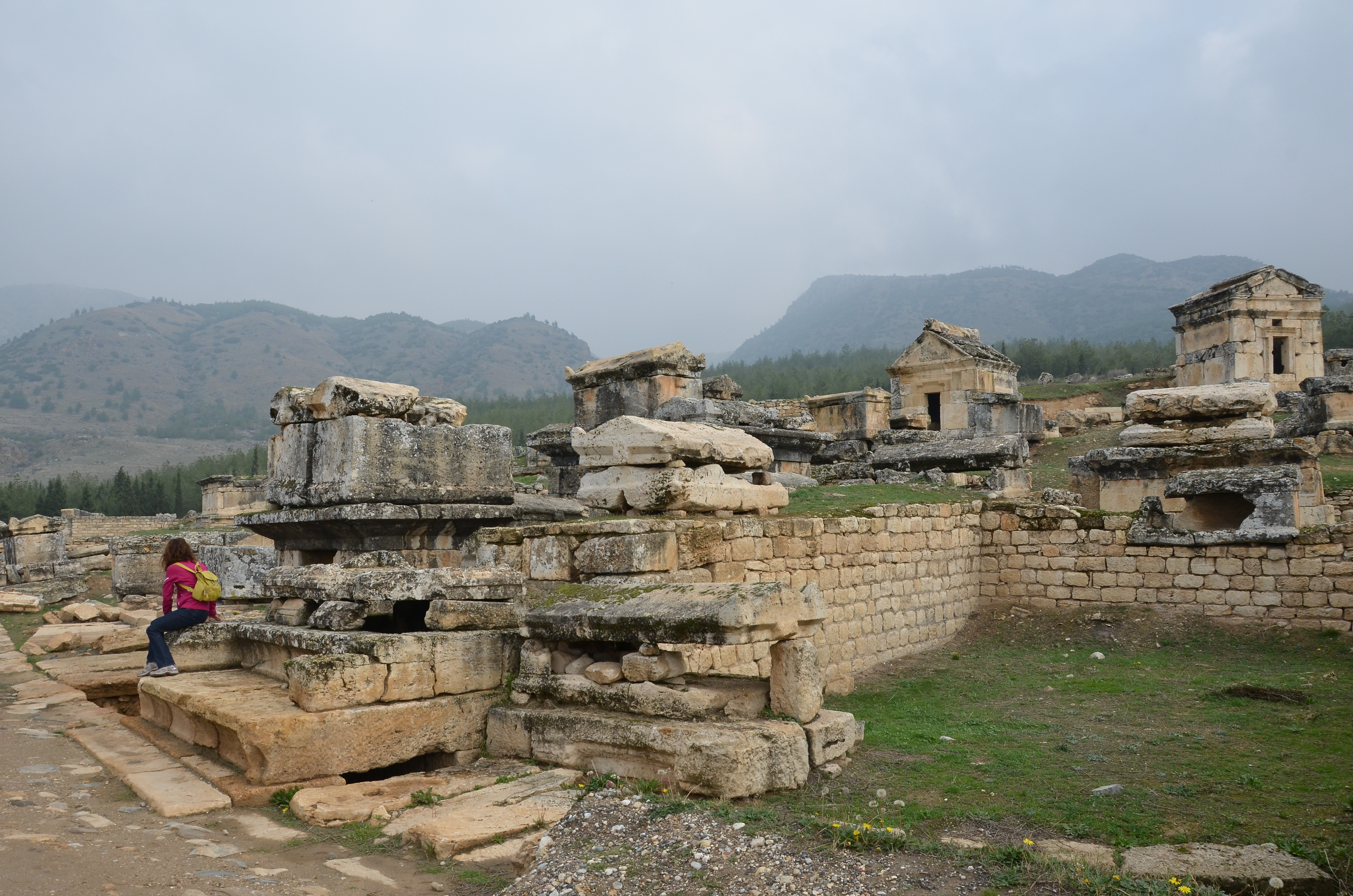
Exemple de nécropole romaine avec ses monuments.

L'origine de cette fête remonterait à l'époque gallo-romaine. Une fête des morts était pratiquée à la mi-mars (ides de mars) : les Feretralia. Les habitants de Tolosa se rendaient en famille à la principale nécropole se situant devant l'entrée sud de la ville (le long de l'actuelle rue du Férétra) pour honorer leurs morts, effectuer des offrandes aux dieux protecteurs et déjeuner en compagnie des âmes des défunts.   
L'époque exacte où la célébration se dissocie de la fête des morts antique est incertaine. Durant le Moyen Âge, cette fête est certainement récupérée et transformée par l'Église catholique, à l'instar de nombreuses autres fêtes païennes. Elle devient une fête du pardon (pour les fautes commises) et se déroule aux alentours de Pâques. La fête est alors nommée « Félétra » ou « Férétra ». 
Aux XVIe et XVIIe siècles, la fête est attestée comme fête du pardon et elle est associée à une kermesse,. Elle se déroule pendant les dimanches de Carême, successivement dans plusieurs faubourgs de Toulouse (Férétra, Minimes, Saint-Cyprien, etc). La population visite les maladreries des faubourgs pour gagner des indulgences. La partie festive est constituée par des danses et une foire avec des marchands ambulants vendant notamment et traditionnellement des fruits secs (noix, figues, raisins). Il est à noter qu'à cette époque fénétra est aussi devenu un nom commun local désignant une fête du pardon. De nos jours, le mot commun existe encore et désigne une « fête populaire dans la région toulousaine ».
Au XVIIIe siècle, la notion religieuse disparaît, le Fénétra prend la forme d'une procession festive avec des jeux et des spectacles de rue. La fête donne également lieu à un grand repas familial au cours duquel on partage le gâteau nommé fénétra.  

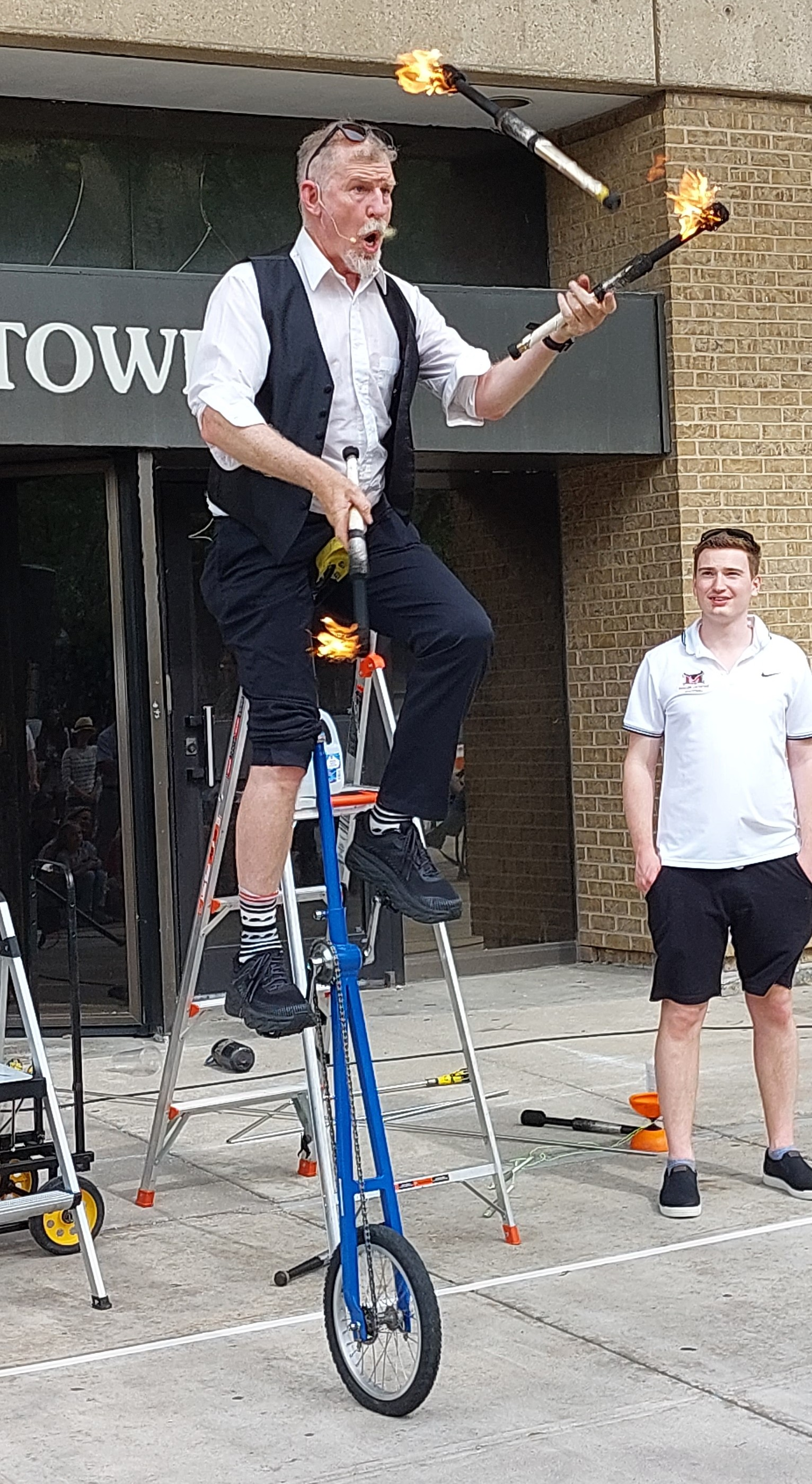
Un spectacle de rue, de nos jours.

Au début du XXe siècle, la fête se réduit à une procession dans les rues, et se retrouve ainsi directement concurrencée par le carnaval. Entre les deux guerres mondiales, la fête disparaît totalement du calendrier.  
En 1963, à l'initiative de quelques érudits locaux (Fernand Cousteaux et Charles Mouly) et avec le soutien de la mairie de Toulouse, la fête est ressuscitée sous le nom de  « Grand Fénétra ». La fête ne se déroule plus dans le quartier du même nom mais en divers lieux du centre-ville. Les premières éditions se déroulent en mai, puis la date est fixée en période estivale, au dernier week-end de juin ou au premier de juillet. Les célébrations actuelles, étalées sur plusieurs jours, consistent notamment en une déambulation de groupes folkloriques dans les rues du centre-ville, incluant costumes traditionnels, danses et musiques. Une cérémonie d'ouverture au Capitole en présence du maire de Toulouse et avec le partage du fameux gâteau du fénétra ; une messe chantée ; ainsi qu'un grand bal à ciel ouvert.